# Mars (cioccolato)
Il Mars è una barretta di cioccolato prodotta dalla Mars, Incorporated. È stato confezionato per la prima volta a Slough nel Regno Unito nel 1932 da Forrest Mars come una versione ancora più dolce dello snack americano Milky Way, che la Mars, Inc. produceva negli Stati Uniti (da non confondere con la versione europea del Milky Way). All'interno vi è uno strato di malto e uno di caramello ricoperto da cioccolato al latte.
Una differente barretta di cioccolato con lo stesso nome è stata venduta negli USA fino al 2002, fino a che il suo nome non è stato cambiato in Snickers Almond Bar. Lo Snickers è composto da una base di torrone, mandorle, caramello e cioccolato al latte. La composizione della barretta è rimasta invariata nel corso degli anni, salvo qualche piccolo cambiamento nella proporzione degli ingredienti principali, e nella dimensione.

## Edizioni limitate

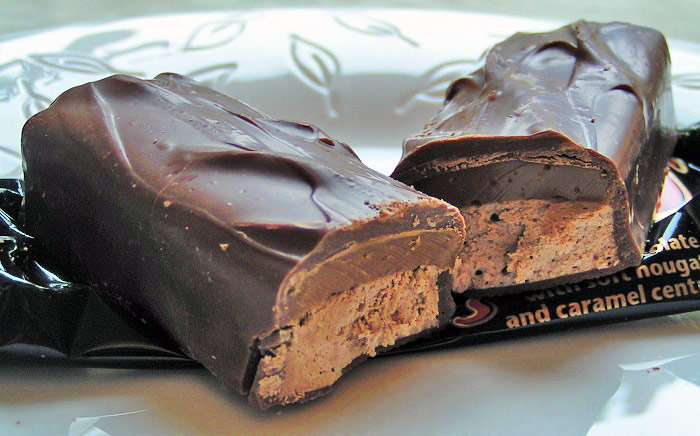
Barretta Mars nella forma venduta nel Regno Unito

Diverse varianti del Mars sono state messe in commercio in vari paesi. In alcuni casi, quelli che dovevano essere "edizioni limitate" si sono trasformate in prodotti fissi.
- Mars Almond
- Mars Dark and Light
- Mars Midnight, stesso ripieno di un normale Mars, ma ricoperto di cioccolato fondente. È rimasto permanentemente in commercio in Canada con il nome di Mars Dark.
- Mars Gold
- Mars Mini Eggs (disponibili nel periodo di Pasqua)
- Pirates of the Caribbean: Dead Man's Chest Mars Bar
- Mars Triple Chocolate (Australia)
- Mars Lava (Australia - al gusto di arancia)
- Mars Fling (Australia)
- Mars Miniatures
- Mars XXX (Australia)
- Mars Chill (Australia e Nuova Zelanda)
- Mars Rocks (Australia e Nuova Zelanda)

## Prodotti correlati
Altri prodotti messi in commercio utilizzando il marchio "Mars" sono i seguenti:
- Mars Delight
- Mars Drink
- Mars Ice Cream
- Mars Midnight Ice Cream
- Mars Cake Bar
- Mars Bisc (Australia e UK)
- Mars Pods (Australia e Nuova Zelanda)
- Mars Rocks
- Mars Muffin
- Mars Planets